# Southport
Southport er en by i Sefton-distriktet, Merseyside, England, med et indbyggertal (pr. 2015) på 92.937. Byen ligger 309 km fra London.